# 경상남도의 유형문화재 (제401호 ~ 제500호)
경상남도 유형문화재는 지방유형문화재 중에서 경상남도에 있는 문화재를 의미한다.

## 지정목록

### 제401호 ~ 제500호
| 번호     | 사진 | 명칭                                                                                              | 소재지                                            | 관리자 (단체)          | 지정일                                                            | 참조 |
| 401호    |      | 진주응석사삼존여래좌상 (晉州凝石寺三尊如來坐像)                                                   | 경남 진주시 집현면 정평리 741 응석사              | 응석사                 | 2003년 10월 30일 지정, 2011년 4월 28일 해제, 보물 제1687호로 승격 |      |
| 402호    |      | 김해은하사대웅전벽화 (金海銀河寺大雄殿壁畵)                                                       | 경남 김해시 신어산길 167                          | 은하사                 | 2003년 10월 30일 지정                                             |      |
| 403호    |      | 양산 통도사 석당간 (梁山 通度寺 石幢竿)                                                           | 경남 양산시 하북면 지산리 583                     | 통도사                 | 2004년 3월 18일 지정, 2018년 12월 20일 명칭변경                   |      |
| 404호    |      | 세종대왕·단종대왕태실수개의궤 (世宗大王·端宗大王胎室修改儀軌)                                     | 경남 사천시 사천읍 수석리 126                     | 사천시                 | 2004년 3월 18일 지정 2016년 5월 12일 해제 보물 제1901-4호로 승격  |      |
| 405호    |      | 정덕계유 사마방목 (正德癸酉 司馬榜目)                                                             | 경남 진주시 진주대로 501 경상대학교               | 경상대학교             | 2004년 3월 18일 지정, 2018년 12월 20일 명칭변경                   |      |
| 406호    |      | 양산내원사아미타삼존탱 (梁山內院寺阿彌陀三尊幀)                                                   | 경남 양산시 하북면 용연리 291                     | 내원사                 | 2004년 3월 18일 지정                                              |      |
| 407호    |      | 함양오담고택 (咸陽梧潭古宅)                                                                       | 경남 함양군 지곡면 개평리 217-1                   | 정명균                 | 2004년 3월 18일 지정                                              |      |
| 408호    |      | 진주 담산고택 효행 관련 문헌 (晋州 澹山古宅 古文書)                                               | 경남 진주시 대곡면 단목리 746                     | 하택선                 | 2004년 7월 1일 지정, 2018년 12월 20일 명칭변경                    |      |
| 409호    |      | 진주 담산고택 고문서 (晋州丹牧里澹山古宅所藏古文書)                                               | 경남 진주시 대곡면 단목리 746                     | 하택선                 | 2004년 7월 1일 지정, 2018년 12월 20일 명칭변경                    |      |
| 410호    |      | 합천 조언형 묘갈 (陜川 曺彦亨 墓碣)                                                               | 경남 합천군 삼가면 하판리 산30                    | 창녕조씨생원공파종중   | 2004년 7월 1일 지정                                               |      |
| 411호    |      | 합천 숙부인이씨 묘갈 (陜川 淑夫人李氏 墓碣)                                                       | 경남 합천군 삼가면 하판리 산30                    | 창녕조씨생원공파종중   | 2004년 7월 1일 지정, 2018년 12월 20일 명칭변경                    |      |
| 412호    |      | 의령향안 및 관련문헌 (宜寧鄕案 및 關聯文獻)                                                       | 경남 의령군 의령읍 충익로 1-25, 의병박물관        | 의령향교               | 2004년 10월 21일 지정                                             |      |
| 413호    |      | 하동 쌍계사 목조사천왕상 (河東 雙磎寺 木造四天王像)                                               | 경남 하동군 화개면 운수리 207                     | 쌍계사                 | 2004년 10월 21일 지정, 2018년 12월 20일 명칭변경                  |      |
| 414호    |      | 창녕삼성암목조관음보살좌상 (昌寧三聖庵木造觀音菩薩坐像)                                           | 경남 창녕군 계성면 산60-1                         | 삼성암                 | 2004년 10월 21일 지정                                             |      |
| 415호    |      | 의령 화양리 동안 (宜寧 華陽里 洞安)                                                               | 경남 의령군 의령읍 충익로 1-25, 의병박물관        | 영산신씨문중           | 2004년 10월 21일 지정                                             |      |
| 416호    |      | 의령 백련암 목조보살좌상과 복장유물일괄 (宜寧白蓮癌木造菩薩坐像과腹藏遺物一括)                    | 경남 의령군 가례면 자굴산로 1150-142              | 백련암                 | 2005년 1월 13일 지정                                              |      |
| 417호    |      | 의령 수도사 석조아미타여래삼존상과 복장유물일괄 (宜寧 修道寺 石造阿彌陀如來三尊像과 腹藏遺物一括) | 경남 의령군 용덕면 덕암로 581-137                 | 수도사                 | 2005년 1월 13일 지정                                              |      |
| 418호    |      | 의령 수도사 감로도 (宜寧 修道寺 甘露圖)                                                           | 경남 양산시 하북면 통도사로 108                   | 수도사                 | 2005년 1월 13일 지정, 2018년 12월 20일 명칭변경                   |      |
| 419호    |      | 양산 통도사 건륭40년명 약사여래후불탱 (梁山 通度寺 乾隆40年銘 藥師如來後佛幀)                     | 경남 양산시 하북면 지산리 583                     | 통도사성보박물관       | 2005년 1월 13일 지정, 2018년 12월 20일 명칭변경                   |      |
| 420호    |      | 양산 통도사 가경3년명 미륵후불탱 (梁山 通度寺 嘉慶三年銘 彌勒後佛幀)                              | 경남 양산시 하북면 지산리 583                     | 통도사성보박물관       | 2005년 1월 13일 지정, 2018년 12월 20일 명칭변경                   |      |
| 421호    |      | 양산 통도사 건륭57년명 삼장보살탱 (梁山 通度寺 乾隆57年銘 三藏菩薩幀)                             | 경남 양산시 하북면 지산리 583                     | 통도사성보박물관       | 2005년 1월 13일 지정, 2018년 12월 20일 명칭변경                   |      |
| 422호    |      | 거창 구연서원 관수루 (居昌 龜淵書院 觀水樓)                                                       | 경남 거창군                                       | 거창신씨요수종중       | 2005년 1월 13일 지정                                              |      |
| 423호    |      | 거창 요수정 (居昌 樂水亭)                                                                         | 경남 거창군                                       | 거창신씨요수종중       | 2005년 1월 13일 지정                                              |      |
| 424호    |      | 진주 연계재 고문헌 (晋州 蓮桂齋 古文獻)                                                           | 경남 진주시 진주대로 501 경상대학교               | 경상대학교             | 2005년 3월 31일 지정, 2018년 12월 20일 명칭변경                   |      |
| 424-1호  |      | 향안(정사안) (鄕案(丁巳案))                                                                       | 경남 진주시 진주대로 501 경상대학교               | 경상대학교             | 2005년 3월 31일 지정                                              |      |
| 424-2호  |      | 향안(경오안) (鄕案(庚午案))                                                                       | 경남 진주시 진주대로 501 경상대학교               | 경상대학교             | 2005년 3월 31일 지정                                              |      |
| 424-3호  |      | 향안(임진안) (鄕案(壬辰案))                                                                       | 경남 진주시 진주대로 501 경상대학교               | 경상대학교             | 2005년 3월 31일 지정                                              |      |
| 424-4호  |      | 향안(병진안) (鄕案(丙辰案))                                                                       | 경남 진주시 진주대로 501 경상대학교               | 경상대학교             | 2005년 3월 31일 지정                                              |      |
| 424-5호  |      | 향안(병진안) (鄕案(丙辰案))                                                                       | 경남 진주시 진주대로 501 경상대학교               | 경상대학교             | 2005년 3월 31일 지정                                              |      |
| 424-6호  |      | 향안(갑오안) (鄕案(甲午案))                                                                       | 경남 진주시 진주대로 501 경상대학교               | 경상대학교             | 2005년 3월 31일 지정                                              |      |
| 424-7호  |      | 향안(태종대왕교서) (鄕案(太宗大王敎書))                                                           | 경남 진주시 진주대로 501 경상대학교               | 경상대학교             | 2005년 3월 31일 지정                                              |      |
| 424-8호  |      | 천주안 (薦主案)                                                                                   | 경남 진주시 진주대로 501 경상대학교               | 경상대학교             | 2005년 3월 31일 지정                                              |      |
| 424-9호  |      | 사마안 (司馬案)                                                                                   | 경남 진주시 진주대로 501 경상대학교               | 경상대학교             | 2005년 3월 31일 지정                                              |      |
| 424-10호 |      | 청금록 (靑衿錄)                                                                                   | 경남 진주시 진주대로 501 경상대학교               | 경상대학교             | 2005년 3월 31일 지정                                              |      |
| 424-11호 |      | 연방안 (蓮榜案)                                                                                   | 경남 진주시 진주대로 501 경상대학교               | 경상대학교             | 2005년 3월 31일 지정                                              |      |
| 424-12호 |      | 계적안(1841년) (桂籍案(1841年))                                                                   | 경남 진주시 진주대로 501 경상대학교               | 경상대학교             | 2005년 3월 31일 지정                                              |      |
| 424-13호 |      | 계적안(1877년) (桂籍案(1877年))                                                                   | 경남 진주시 진주대로 501 경상대학교               | 경상대학교             | 2005년 3월 31일 지정                                              |      |
| 424-14호 |      | 연안하 (蓮案下)                                                                                   | 경남 진주시 진주대로 501 경상대학교               | 경상대학교             | 2005년 3월 31일 지정                                              |      |
| 424-15호 |      | 계적안하 (桂籍案下)                                                                               | 경남 진주시 진주대로 501 경상대학교               | 경상대학교             | 2005년 3월 31일 지정                                              |      |
| 424-16호 |      | 계방안 (桂榜案)                                                                                   | 경남 진주시 진주대로 501 경상대학교               | 경상대학교             | 2005년 3월 31일 지정                                              |      |
| 424-17호 |      | 연방안 (蓮榜案)                                                                                   | 경남 진주시 진주대로 501 경상대학교               | 경상대학교             | 2005년 3월 31일 지정                                              |      |
| 424-18호 |      | 연계재임안 (蓮桂齋任案)                                                                           | 경남 진주시 진주대로 501 경상대학교               | 경상대학교             | 2005년 3월 31일 지정                                              |      |
| 425호    |      | 남해 용문사 승탑군 (南海 龍門寺 僧塔群)                                                           | 경남 남해군 이동면 용문사길 166-11                | 용문사                 | 2005년 7월 21일 지정, 2018년 12월 20일 명칭변경                   |      |
| 426호    |      | 남해용문사목조지장시왕상 (南海龍門寺木造地藏十王像)                                               | 경남 남해군 이동면 용문사길 166-11                | 용문사                 | 2005년 7월 21일 지정                                              |      |
| 427호    |      | 남해용문사목조 (南海龍門寺木槽)                                                                   | 경남 남해군 이동면 용문사길 166-11                | 용문사                 | 2005년 7월 21일 지정                                              |      |
| 428호    |      | 남해용문사목조사천왕상 (南海龍門寺木造四天王像)                                                   | 경남 남해군 이동면 용문사길 166-11                | 용문사                 | 2005년 7월 21일 지정                                              |      |
| 429호    |      | 남해 용문사 건륭25년명 운판 (南海 龍門寺 乾隆二十五年銘 雲板)                                     | 경남 남해군 이동면 용문사길 166-11                | 용문사                 | 2005년 7월 21일 지정, 2018년 12월 20일 명칭변경                   |      |
| 430호    |      | 양산원효암석조약사여래좌상과복장유물 (梁山元曉庵石造藥師如來坐像과腹藏遺物)                       | 경남 양산시 상북면 대석리 1-1                     | 원효암                 | 2005년 7월 21일 지정                                              |      |
| 431호    |      | 양산원효암마애아미타삼존불입상 (梁山元曉庵磨崖阿彌陀三尊佛立像)                                   | 경남 양산시 상북면 대석리 1-1                     | 원효암                 | 2005년 7월 21일 지정                                              |      |
| 432호    |      | 창원 봉림사 불교전적류 (昌原 鳳林寺 佛敎典籍類)                                                   | 경남 창원시                                       | 봉림사                 | 2005년 7월 21일 지정, 2018년 12월 20일 명칭변경                   |      |
| 432-1호  |      | 묘법연화경권제1 (妙法蓮華經卷第一)                                                                | 경남 창원시                                       | 봉림사                 | 2005년 7월 21일 지정                                              |      |
| 432-2호  |      | 묘법연화경권제3~4 (妙法蓮華經卷第三~四)                                                           | 경남 창원시                                       | 봉림사                 | 2005년 7월 21일 지정                                              |      |
| 432-3호  |      | 묘법연화경권제4~7 (妙法蓮華經卷第四~七)                                                           | 경남 창원시                                       | 봉림사                 | 2005년 7월 21일 지정                                              |      |
| 432-4호  |      | 금강반야바라밀경(상) (金剛般若波羅密經(上))                                                       | 경남 창원시                                       | 봉림사                 | 2005년 7월 21일 지정                                              |      |
| 432-5호  |      | 약사유리광여래본원공덕경 (藥師琉璃光如來本願功德經)                                               | 경남 창원시                                       | 봉림사                 | 2005년 7월 21일 지정                                              |      |
| 432-6호  |      | 불정심관세음보살대다라니경 (佛頂心觀世音菩薩大陀羅尼經)                                           | 경남 창원시                                       | 봉림사                 | 2005년 7월 21일 지정                                              |      |
| 432-7호  |      | 월인석보제21(상) (月印釋譜第二十一(上))                                                           | 경남 창원시                                       | 봉림사                 | 2005년 7월 21일 지정                                              |      |
| 432-8호  |      | 불설대보부모은중경 (佛說大報父母恩重經)                                                           | 경남 창원시                                       | 봉림사                 | 2005년 7월 21일 지정                                              |      |
| 433호    |      | 함양 거연정 (咸陽 居然亭)                                                                         | 경남 함양군 서하면 봉전리 2006                    | 정선전씨 거연정 문중   | 2005년 10월 13일 지정                                             |      |
| 434호    |      | 창원 정암사 아미타불회도 및 초본 (昌原 淨岩寺 阿彌陀佛會圖 및 草本)                               | 경남 창원시 진해구 충장로345번길 38-7(경화동)     | 진해 정암사            | 2005년 10월 13일 지정                                             |      |
| 435호    |      | 창원 정암사 신중도 및 초본 (昌原 淨岩寺 神衆圖 및 草本)                                           | 경남 창원시 진해구 충장로345번길 38-7(경화동)     | 진해 정암사            | 2005년 10월 13일 지정                                             |      |
| 436호    |      | 양산 통도사 극락암 칠성탱 (梁山 通度寺 極樂庵 七星幀)                                             | 경남 양산시 하북면 지산리 583                     | 통도사 극락암          | 2005년 10월 13일 지정, 2018년 12월 20일 명칭변경                  |      |
| 437호    |      | 창녕 도성암 석조아미티여래좌상 (昌寧 道成庵 石造阿彌陀如來坐像)                                   | 경남 창녕군 창녕읍 송현동 8번지                   | 창녕 도성암            | 2005년 10월 13일 지정                                             |      |
| 438호    |      | 통영 용화사 석조관음보살좌상 (統營 龍華寺 石造觀音菩薩坐像)                                       | 경남 통영시 봉평동 403 용화사 관음암              | 통영 용화사            | 2005년 10월 13일 지정                                             |      |
| 439호    |      | 산청 문수암 석가영산회후불탱 (山淸 文殊庵 釋迦靈山會後佛幀)                                       | 경남 산청군 시천면 마근담길 173-17 (사리)         | 산청 문수암            | 2005년 10월 13일 지정                                             |      |
| 440호    |      | 마산광산사목조보살좌상 (馬山匡山寺木造菩薩坐像)                                                   | 경남 창원시 마산회원구 내서읍 광려로542           | 광산사                 | 2006년 4월 6일 지정                                               |      |
| 441호    |      | 함양법인사목조아미타여래좌상 복장물일괄 (咸陽法印寺木造阿彌陀如來坐像 腹藏物一括)                 | 경남 합천군 가야면 치인리 10                      | 해인사                 | 2006년 4월 6일 지정                                               |      |
| 442호    |      | 함양법인사감로탱 (咸陽法印寺甘露幀)                                                               | 경남 함양군 안의면 금천리 177-3번지               | 법인사                 | 2006년 4월 6일 지정, 2012년 1월 5일 해제, 보물 제1731호로 승격    |      |
| 443호    |      | 구상덕 승총명록 (仇相德 勝聰明錄)                                                                 | 경남 고성군 송학로113번길 50 (고성읍, 고성박물관) | 고성군                 | 2006년 4월 6일 지정, 2018년 12월 20일 명칭변경                    |      |
| 444호    |      | 함양안국사목조아미타여래좌상 (咸陽安國寺木造阿彌陀如來坐像)                                       | 경남 함양군 마천면 가흥리 1131                    | 안국사                 | 2006년 7월 20일 지정                                              |      |
| 445호    |      | 함양 영원사 승탑군 (咸陽 靈源寺 僧塔群)                                                           | 경남 함양군 마천면 삼정리 산 161                  | 영원사                 | 2006년 7월 20일 지정, 2018년 12월 20일 명칭변경                   |      |
| 446호    |      | 남해 용문사 목조아미타여래삼존좌상 (南海 龍門寺 木造阿彌陀如來三尊坐像)                           | 경남 남해군 이동면 용소리 868                     | 남해 용문사            | 2006년 11월 2일 지정, 2018년 12월 20일 명칭변경                   |      |
| 447호    |      | 진주 단지종택 고문서 (晋州 丹池宗宅 古文書)                                                       | 경남 진주시 진주대로 501 경상대학교               | 경상대학교             | 2006년 11월 2일 지정, 2018년 12월 20일 명칭변경                   |      |
| 447-1호  |      | 선적유편서 (先蹟類編序)                                                                           | 경남 진주시 진주대로 501 경상대학교               | 경상대학교             | 2006년 11월 2일 지정                                              |      |
| 447-2호  |      | 교서(초) (敎書(草))                                                                               | 경남 진주시 진주대로 501 경상대학교               | 경상대학교             | 2006년 11월 2일 지정                                              |      |
| 447-3호  |      | 고신(교지) (告身(敎旨))                                                                           | 경남 진주시 진주대로 501 경상대학교               | 경상대학교             | 2006년 11월 2일 지정                                              |      |
| 447-4호  |      | 백패 (白牌)                                                                                       | 경남 진주시                                       | 경상대학교             | 2006년 11월 2일 지정                                              |      |
| 447-5호  |      | 계후입안 (繼後立案)                                                                               | 경남 진주시 진주대로 501 경상대학교               | 경상대학교             | 2006년 11월 2일 지정                                              |      |
| 447-6호  |      | 분재기 (分財記)                                                                                   | 경남 진주시 진주대로 501 경상대학교               | 경상대학교             | 2006년 11월 2일 지정                                              |      |
| 447-7호  |      | 명문 (明文)                                                                                       | 경남 진주시 진주대로 501 경상대학교               | 경상대학교             | 2006년 11월 2일 지정                                              |      |
| 447-8호  |      | 준호구 (准戶口)                                                                                   | 경남 진주시 진주대로 501 경상대학교               | 경상대학교             | 2006년 11월 2일 지정                                              |      |
| 447-9호  |      | 호구단자 (戶口單子)                                                                               | 경남 진주시 진주대로 501 경상대학교               | 경상대학교             | 2006년 11월 2일 지정                                              |      |
| 447-10호 |      | 관문 (關文)                                                                                       | 경남 진주시 진주대로 501 경상대학교               | 경상대학교             | 2006년 11월 2일 지정                                              |      |
| 447-11호 |      | 조흘첩 (照訖帖)                                                                                   | 경남 진주시 진주대로 501 경상대학교               | 경상대학교             | 2006년 11월 2일 지정                                              |      |
| 447-12호 |      | 원정(초) (原情(草))                                                                               | 경남 진주시 진주대로 501 경상대학교               | 경상대학교             | 2006년 11월 2일 지정                                              |      |
| 447-13호 |      | 경추(초) (更推(草))                                                                               | 경남 진주시 진주대로 501 경상대학교               | 경상대학교             | 2006년 11월 2일 지정                                              |      |
| 447-14호 |      | 소지 (所志)                                                                                       | 경남 진주시 진주대로 501 경상대학교               | 경상대학교             | 2006년 11월 2일 지정                                              |      |
| 447-15호 |      | 점연문기 (粘連文記)                                                                               | 경남 진주시 진주대로 501 경상대학교               | 경상대학교             | 2006년 11월 2일 지정                                              |      |
| 447-16호 |      | 통문 (通文)                                                                                       | 경남 진주시 진주대로 501 경상대학교               | 경상대학교             | 2006년 11월 2일 지정                                              |      |
| 447-17호 |      | 의송(초) (議送(草))                                                                               | 경남 진주시 진주대로 501 경상대학교               | 경상대학교             | 2006년 11월 2일 지정                                              |      |
| 447-18호 |      | 품목 (稟目)                                                                                       | 경남 진주시 진주대로 501 경상대학교               | 경상대학교             | 2006년 11월 2일 지정                                              |      |
| 447-19호 |      | 첩 (帖)                                                                                           | 경남 진주시 진주대로 501 경상대학교               | 경상대학교             | 2006년 11월 2일 지정                                              |      |
| 447-20호 |      | 단자 (單子)                                                                                       | 경남 진주시 진주대로 501 경상대학교               | 경상대학교             | 2006년 11월 2일 지정                                              |      |
| 447-21호 |      | 소록 (小錄)                                                                                       | 경남 진주시 진주대로 501 경상대학교               | 경상대학교             | 2006년 11월 2일 지정                                              |      |
| 447-22호 |      | 시권 (試券)                                                                                       | 경남 진주시 대곡면 단목리 407                     | 하순봉                 | 2006년 11월 2일 지정                                              |      |
| 448호    |      | 진주 단지종택 사마방목 (晋州 丹池宗宅 司馬榜目)                                                   | 경남 진주시 진주대로 501 경상대학교               | 경상대학교             | 2006년 11월 2일 지정, 2018년 12월 20일 명칭변경                   |      |
| 449호    |      | 진주 단지종택 정운원종공신녹권 (晋州 丹池宗宅 定運原從功臣錄券)                                   | 경남 진주시 진주대로 501 경상대학교               | 경상대학교             | 2006년 11월 2일 지정, 2018년 12월 20일 명칭변경                   |      |
| 450호    |      | 양산 통도사 역대고승 진영 (梁山 通度寺 歷代高僧 眞影)                                             | 경남 양산시 하북면 지산리 583                     | 양산 통도사            | 2006년 11월 2일 지정, 2018년 12월 20일 명칭변경                   |      |
| 450-1호  |      | 청허당 진영 (靑虛堂 眞影)                                                                         | 경남 양산시 하북면지산리 583                      | 양산통도사             | 2006년 11월 2일 지정, 2018년 12월 20일 명칭변경                   |      |
| 450-2호  |      | 사명당 진영 (泗溟堂 眞影)                                                                         | 경남 양산시 하북면 지산리 583                     | 양산통도사             | 2006년 11월 2일 지정, 2018년 12월 20일 명칭변경                   |      |
| 450-3호  |      | 환성당 진영 (喚惺堂 眞影)                                                                         | 경남 양산시 하북면지산리 583                      | 양산통도사             | 2006년 11월 2일 지정, 2018년 12월 20일 명칭변경                   |      |
| 450-4호  |      | 우운당 진희 진영 (友雲堂 眞熙 眞影)                                                               | 경남 양산시 하북면 지산리 583                     | 양산통도사             | 2006년 11월 2일 지정, 2018년 12월 20일 명칭변경                   |      |
| 450-5호  |      | 해송당 관준 진영 (海松 堂寬俊 眞影)                                                               | 경남 양산시 하북면 지산리 583                     | 양산통도사             | 2006년 11월 2일 지정, 2018년 12월 20일 명칭변경                   |      |
| 450-6호  |      | 추파당 대명 진영 (秋坡堂 大明 眞影)                                                               | 경남 양산시 하북면 지산리 583                     | 양산통도사             | 2006년 11월 2일 지정, 2018년 12월 20일 명칭변경                   |      |
| 450-7호  |      | 영한당 종열 진영 (永閑堂 宗悅 眞影)                                                               | 경남 양산시 하북면 지산리 583                     | 양산통도사             | 2006년 11월 2일 지정, 2018년 12월 20일 명칭변경                   |      |
| 450-8호  |      | 삼성당 서징 진영 (三星堂 暑澄 眞影)                                                               | 경남 양산시 하북면 지산리 583                     | 양산통도사             | 2006년 11월 2일 지정, 2018년 12월 20일 명칭변경                   |      |
| 450-9호  |      | 구룡당천유 진영 (九龍堂天有 眞影)                                                                 | 경남 양산시 하북면 지산리 583                     | 양산통도사             | 2006년 11월 2일 지정, 2018년 12월 20일 명칭변경                   |      |
| 450-10호 |      | 우계당 염일 진영 (友溪堂 念一 眞影)                                                               | 경남 양산시 하북면 지산리 583                     | 양산통도사             | 2006년 11월 2일 지정                                              |      |
| 450-11호 |      | 백암당 관홍 진영 (白巖堂 寬弘 眞影)                                                               | 경남 양산시 하북면 지산리 583                     | 양산통도사             | 2006년 11월 2일 지정, 2018년 12월 20일 명칭변경                   |      |
| 450-12호 |      | 용암당 혜언 진영 (龍巖堂 慧彦 眞影)                                                               | 경남 양산시 하북면 지산리 583                     | 양산통도사             | 2006년 11월 2일 지정, 2018년 12월 20일 명칭변경                   |      |
| 450-13호 |      | 화악당 태영 진영 (華岳堂 泰營 眞影)                                                               | 경남 양산시 하북면 지산리 583                     | 양산통도사             | 2006년 11월 2일 지정, 2018년 12월 20일 명칭변경                   |      |
| 450-14호 |      | 설송당 연초 진영 (雪松堂 演初 眞影)                                                               | 경남 양산시 하북면 지산리 583                     | 양산통도사             | 2006년 11월 2일 지정, 2018년 12월 20일 명칭변경                   |      |
| 450-15호 |      | 성담당 의전 진영 (聖潭堂 倚琠 眞影)                                                               | 경남 양산시 하북면 지산리 583                     | 양산통도사             | 2006년 11월 2일 지정, 2018년 12월 20일 명칭변경                   |      |
| 450-16호 |      | 호암화상 진영 (虎巖和尙 眞影)                                                                     | 경남 양산시 하북면 지산리 583                     | 양산통도사             | 2006년 11월 2일 지정, 2018년 12월 20일 명칭변경                   |      |
| 450-17호 |      | 대은당 우관 진영 (大隱堂 祐管 眞影)                                                               | 경남 양산시 하북면 지산리 583                     | 양산통도사             | 2006년 11월 2일 지정, 2018년 12월 20일 명칭변경                   |      |
| 450-18호 |      | 성월당 홍진 진영 (性月堂 弘震 眞影)                                                               | 경남 양산시 하북면 지산리 583                     | 양산 통도사            | 2006년 11월 2일 지정, 2018년 12월 20일 명칭변경                   |      |
| 450-19호 |      | 화악당 지탁 진영 (華嶽堂 知濯 眞影)                                                               | 경남 양산시 하북면 지산리 583                     | 양산 통도사            | 2006년 11월 2일 지정, 2018년 12월 20일 명칭변경                   |      |
| 450-20호 |      | 성곡당 신민 진영 (聖谷堂 愼旻 眞影)                                                               | 경남 양산시 하북면 지산리 583                     | 양산 통도사            | 2006년 11월 2일 지정, 2018년 12월 20일 명칭변경                   |      |
| 450-21호 |      | 청담당 준일 진영 (淸潭堂 遵一 眞影)                                                               | 경남 양산시 하북면 지산리 583                     | 양산 통도사            | 2006년 11월 2일 지정, 2018년 12월 20일 명칭변경                   |      |
| 450-22호 |      | 춘암당 인천 진영 (春庵堂 印天 眞影)                                                               | 경남 양산시 하북면 지산리 583                     | 양산 통도사            | 2006년 11월 2일 지정                                              |      |
| 450-23호 |      | 구담당 전홍 진영 (九潭堂 展鴻 眞影)                                                               | 경남 양산시 하북면 지산리 583                     | 양산 통도사            | 2006년 11월 2일 지정, 2018년 12월 20일 명칭변경                   |      |
| 450-24호 |      | 영파당 성규 진영 (影波堂 聖奎 眞影)                                                               | 경남 양산시 하북면 지산리 583                     | 양산 통도사            | 2006년 11월 2일 지정, 2018년 12월 20일 명칭변경                   |      |
| 450-25호 |      | 화곡당 계천 진영 (花谷堂 誡天 眞影)                                                               | 경남 양산시 하북면 지산리 583                     | 양산 통도사            | 2006년 11월 2일 지정                                              |      |
| 450-26호 |      | 월허당 계청 진영 (月墟堂 戒淸 眞影)                                                               | 경남 양산시 하북면 지산리 583                     | 양산 통도사            | 2006년 11월 2일 지정, 2018년 12월 20일 명칭변경                   |      |
| 450-27호 |      | 취봉당 궤붕 진영 (鷲峯堂 軌鵬 眞影)                                                               | 경남 양산시 하북면 지산리 583                     | 양산 통도사            | 2006년 11월 2일 지정, 2018년 12월 20일 명칭변경                   |      |
| 450-28호 |      | 도암당 우신 진영 (庱庵堂 宇伸 眞影)                                                               | 경남 양산시 하북면 지산리 583                     | 양산 통도사            | 2006년 11월 2일 지정, 2018년 12월 20일 명칭변경                   |      |
| 450-29호 |      | 화봉당 유철 진영 (華峰堂 有喆 眞影)                                                               | 경남 양산시 하북면 지산리 583                     | 양산 통도사            | 2006년 11월 2일 지정, 2018년 12월 20일 명칭변경                   |      |
| 450-30호 |      | 동명당 만우 진영 (東溟堂 萬羽 眞影)                                                               | 경남 양산시 하북면 지산리 583                     | 양산 통도사            | 2006년 11월 2일 지정, 2018년 12월 20일 명칭변경                   |      |
| 450-31호 |      | 의송당 최인영정 (義松堂 最仁 眞影)                                                                | 경남 양산시 하북면 지산리 583                     | 양산 통도사            | 2006년 11월 2일 지정, 2018년 12월 20일 명칭변경                   |      |
| 450-32호 |      | 화담당 경화 진영 (華潭堂 敬和 眞影)                                                               | 경남 양산시 하북면 지산리 583                     | 양산 통도사            | 2006년 11월 2일 지정, 2018년 12월 20일 명칭변경                   |      |
| 450-33호 |      | 경파당 경심 진영 (慶坡堂 敬審 眞影)                                                               | 경남 양산시 하북면 지산리 583                     | 양산 통도사            | 2006년 11월 2일 지정, 2018년 12월 20일 명칭변경                   |      |
| 450-34호 |      | 영암당 유홍 진영 (嶺潭堂 有洪 眞影)                                                               | 경남 양산시 하북면 지산리 583                     | 양산 통도사            | 2006년 11월 2일 지정, 2018년 12월 20일 명칭변경                   |      |
| 450-35호 |      | 용파당 도주 진영 (龍坡堂 道周 眞影)                                                               | 경남 양산시 하북면 지산리 583                     | 양산 통도사            | 2006년 11월 2일 지정, 2018년 12월 20일 명칭변경                   |      |
| 450-36호 |      | 침계당 관추 진영 (枕溪堂 寬樞 眞影)                                                               | 경남 양산시 하북면 지산리 583                     | 양산 통도사            | 2006년 11월 2일 지정, 2018년 12월 20일 명칭변경                   |      |
| 450-37호 |      | 응암당 희유 진영 (凝庵堂 僖愈 眞影)                                                               | 경남 양산시 하북면 지산리 583                     | 양산 통도사            | 2006년 11월 2일 지정, 2018년 12월 20일 명칭변경                   |      |
| 450-38호 |      | 금파당 임추 진영 (金坡堂 任秋 眞影)                                                               | 경남 양산시 하북면 지산리 583                     | 양산 통도사            | 2006년 11월 2일 지정, 2018년 12월 20일 명칭변경                   |      |
| 450-39호 |      | 퇴은당 등혜 진영 (退隱堂 等慧 眞影)                                                               | 경남 양산시 하북면 지산리 583                     | 양산 통도사            | 2006년 11월 2일 지정                                              |      |
| 450-40호 |      | 포운당 윤경 진영 (布雲堂 閏褧 眞影)                                                               | 경남 양산시 하북면 지산리 583                     | 양산 통도사            | 2006년 11월 2일 지정, 2018년 12월 20일 명칭변경                   |      |
| 450-41호 |      | 근암당 진영 (勤岩堂 眞影)                                                                         | 경남 양산시 하북면 지산리 583                     | 양산통도사             | 2006년 11월 2일 지정, 2018년 12월 20일 명칭변경                   |      |
| 450-42호 |      | 환응당 민열 진영 (喚應堂 敏悅 眞影)                                                               | 경남 양산시 하북면 지산리 583                     | 양산통도사             | 2006년 11월 2일 지정, 2018년 12월 20일 명칭변경                   |      |
| 450-43호 |      | 학송당 이성 진영 (鶴松堂 理性 眞影)                                                               | 경남 양산시 하북면 지산리 583                     | 양산통도사             | 2006년 11월 2일 지정, 2018년 12월 20일 명칭변경                   |      |
| 450-44호 |      | 동파당 탄학 진영 (東坡堂 坦學 眞影)                                                               | 경남 양산시 하북면 지산리 583                     | 양산통도사             | 2006년 11월 2일 지정, 2018년 12월 20일 명칭변경                   |      |
| 450-45호 |      | 헌암당 진영 (巘菴堂 眞影)                                                                         | 경남 양산시 하북면 지산리 583                     | 양산통도사             | 2006년 11월 2일 지정, 2018년 12월 20일 명칭변경                   |      |
| 450-46호 |      | 호성당 석종 진영 (虎惺堂 奭鍾 眞影)                                                               | 경남 양산시 하북면 지산리 583                     | 양산통도사             | 2006년 11월 2일 지정, 2018년 12월 20일 명칭변경                   |      |
| 450-47호 |      | 추파당 지첨 진영 (秋坡堂 芝沾 眞影)                                                               | 경남 양산시 하북면 지산리 583                     | 양산통도사             | 2006년 11월 2일 지정, 2018년 12월 20일 명칭변경                   |      |
| 450-48호 |      | 오성당 우축 진영 (五聲堂 右竺 眞影)                                                               | 경남 양산시 하북면 지산리 583                     | 양산통도사             | 2006년 11월 2일 지정, 2018년 12월 20일 명칭변경                   |      |
| 450-49호 |      | 일봉당 우민 진영 (日逢堂 遇旻 眞影)                                                               | 경남 양산시 하북면 지산리 583                     | 양산통도사             | 2006년 11월 2일 지정, 2018년 12월 20일 명칭변경                   |      |
| 450-50호 |      | 응허당 도흡 진영 (應虛堂 燾洽 眞影)                                                               | 경남 양산시 하북면 지산리 583                     | 양산통도사             | 2006년 11월 2일 지정, 2018년 12월 20일 명칭변경                   |      |
| 450-51호 |      | 구봉당 지화 진영 (九鳳堂 智和 眞影)                                                               | 경남 양산시 하북면 지산리 583                     | 양산통도사             | 2006년 11월 2일 지정, 2018년 12월 20일 명칭변경                   |      |
| 450-52호 |      | 망운당 취일 진영 (望雲堂 勍日 眞影)                                                               | 경남 양산시 하북면 지산리 583                     | 양산통도사             | 2006년 11월 2일 지정, 2018년 12월 20일 명칭변경                   |      |
| 450-53호 |      | 보운당 진영 (普雲堂 眞影)                                                                         | 경남 양산시 하북면 지산리 583                     | 양산통도사             | 2006년 11월 2일 지정, 2018년 12월 20일 명칭변경                   |      |
| 450-54호 |      | 용허당 지묵 진영 (龍虛堂 智墨 眞影)                                                               | 경남 양산시 하북면 지산리 583                     | 양산통도사             | 2006년 11월 2일 지정, 2018년 12월 20일 명칭변경                   |      |
| 450-55호 |      | 낙운당 지일 진영 (洛雲堂 智日 眞影)                                                               | 경남 양산시 하북면 지산리 583                     | 양산통도사             | 2006년 11월 2일 지정, 2018년 12월 20일 명칭변경                   |      |
| 450-56호 |      | 홍명당 궤관 진영 (鴻溟堂 軌觀 眞影)                                                               | 경남 양산시 하북면 지산리 583                     | 양산통도사             | 2006년 11월 2일 지정, 2018년 12월 20일 명칭변경                   |      |
| 450-57호 |      | 경해당 성찬 진영 (敬海堂 性讚 眞影)                                                               | 경남 양산시 하북면 지산리 583                     | 양산통도사             | 2006년 11월 2일 지정, 2018년 12월 20일 명칭변경                   |      |
| 450-58호 |      | 우담당 유정 진영 (雨潭堂 有定 眞影)                                                               | 경남 양산시 하북면 지산리 583                     | 양산통도사             | 2006년 11월 2일 지정, 2018년 12월 20일 명칭변경                   |      |
| 450-59호 |      | 금용당 경희 진영 (錦龍堂 璟希 眞影)                                                               | 경남 양산시 하북면 지산리 583                     | 양산통도사             | 2006년 11월 2일 지정, 2018년 12월 20일 명칭변경                   |      |
| 450-60호 |      | 덕암당 혜경 진영 (德巖堂 蕙憬 眞影)                                                               | 경남 양산시 하북면 지산리 583                     | 양산통도사             | 2006년 11월 2일 지정, 2018년 12월 20일 명칭변경                   |      |
| 450-61호 |      | 구성당 봉의 진영 (九成堂 鳳儀 眞影)                                                               | 경남 양산시 하북면 지산리 583                     | 양산통도사             | 2006년 11월 2일 지정, 2018년 12월 20일 명칭변경                   |      |
| 450-62호 |      | 용담당 성한 진영 (龍潭堂 性閒 眞影)                                                               | 경남 양산시 하북면 지산리 583                     | 양산통도사             | 2006년 11월 2일 지정, 2018년 12월 20일 명칭변경                   |      |
| 451호    |      | 양산 통도사 신석우 초상 (梁山 通度寺 申錫愚 肖像)                                                 | 경남 양산시 하북면 지산리 583                     | 양산 통도사            | 2006년 11월 2일 지정, 2018년 12월 20일 명칭변경                   |      |
| 452호    |      | 양산 통도사 김경호 초상 (梁山 通度寺 金敬浩 肖像)                                                 | 경남 양산시 하북면 지산리 583                     | 양산 통도사            | 2006년 11월 9일 지정, 2018년 12월 20일 명칭변경                   |      |
| 453호    |      | 진주 은렬사 강민첨 초상 (晋州 殷烈祠 姜民瞻 肖像)                                                 | 경남 진주시                                       | 국립진주박물관         | 2007년 3월 15일 지정, 2018년 12월 20일 명칭변경                   |      |
| 454호    |      | 거제장흥사지장보살시왕탱 (巨濟 長興寺 地藏菩薩十王幀)                                             | 경남 거제시                                       | 거제 장흥사            | 2007년 9월 6일 지정                                               |      |
| 455호    |      | 거제외포리석조약사여래좌상 (巨濟 外浦里 石造藥師如來坐像)                                         | 경남 거제시 일운면 지세포3길 98                   | 거제시                 | 2007년 9월 6일 지정                                               |      |
| 456호    |      | 함양 상연대 목조관음보살좌상 (咸陽 上蓮臺 木造觀音菩薩坐像)                                       | 경남 함양군 백전면 백운리 78-1                    | 상연대                 | 2008년 1월 10일 지정                                              |      |
| 457호    |      | 밀양 표충사 목조석가삼불좌상 (密陽 表忠寺 木造釋迦三佛坐像)                                       | 경남 밀양시 단장면 구천리 23                      | 표충사                 | 2008년 1월 10일 지정, 2018년 12월 20일 명칭변경                   |      |
| 458호    |      | 밀양 표충사 석조석가여래좌상 (密陽 表忠寺 石造釋迦如來坐像)                                       | 경남 밀양시 단장면 구천리 23                      | 표충사                 | 2008년 1월 10일 지정, 2018년 12월 20일 명칭변경                   |      |
| 459호    |      | 밀양 표충사 목조지장상 및 석조시왕상 (密陽 表忠寺 木造地藏像 및 石造十王像)                       | 경남 밀양시 단장면 구천리 23                      | 표충사                 | 2008년 1월 10일 지정, 2018년 12월 20일 명칭변경                   |      |
| 460호    |      | 밀양 표충사 목조관음보살좌상 (密陽 表忠寺 木造觀音菩薩坐像)                                       | 경남 밀양시 단장면 구천리 23                      | 표충사                 | 2008년 1월 10일 지정, 2018년 12월 20일 명칭변경                   |      |
| 461호    |      | 밀양 표충사 석조지장보살반가상 (密陽 表忠寺 石造地藏菩薩半跏像)                                   | 경남 밀양시 단장면 구천리 23                      | 표충사                 | 2008년 1월 10일 지정                                              |      |
| 462호    |      | 진주연화사목조아미타여래좌상 (晋州 蓮華寺 木造阿彌陀如來坐像)                                     | 경남 진주시 향교로42번길 13                       | 연화사                 | 2008년 1월 10일 지정                                              |      |
| 463호    |      | 창녕청련사목조아미타삼존여래좌상 (昌寧 靑蓮寺 木造阿彌陀三尊如來坐像)                             | 경남 창녕군 계성면 사리 852                       | 청련사                 | 2008년 1월 10일 지정                                              |      |
| 464호    |      | 창녕청련사영산회후불탱 (昌寧 靑蓮寺 靈山會後佛幀)                                                 | 경남 창녕군 계성면 사리 852                       | 청련사                 | 2008년 1월 10일 지정                                              |      |
| 465호    |      | 통영약수암목조아미타여래좌상 (統營 藥水庵 木造阿彌陀如來坐像)                                     | 경남 통영시 도천동 414-4                          | 약수암                 | 2008년 1월 10일 지정                                              |      |
| 466호    |      | 밀양 표충사 아미타삼존도 (密陽 表忠寺 阿彌陀三尊圖)                                               | 경남 밀양시 단장면 구천리 23                      | 표충사                 | 2008년 1월 10일 지정, 2018년 12월 20일 명칭변경                   |      |
| 467호    |      | 밀양 표충사 아미타구품도 (密陽 表忠寺 阿彌陀九品圖)                                               | 경남 밀양시 단장면 구천리 23                      | 표충사                 | 2008년 1월 10일 지정, 2018년 12월 20일 명칭변경                   |      |
| 468호    |      | 밀양 표충사 아미타불회도 (密陽 表忠寺 阿彌陀佛會圖)                                               | 경남 밀양시 단장면 구천리 23                      | 표충사                 | 2008년 1월 10일 지정, 2018년 12월 20일 명칭변경                   |      |
| 469호    |      | 밀양 표충사 지장보살도 (密陽 表忠寺 地藏菩薩圖)                                                   | 경남 밀양시                                       | 표충사                 | 2008년 1월 10일 지정                                              |      |
| 470호    |      | 영모록 및 박인 무민당집 목판 (永慕錄 및 朴絪 无悶堂集 木版)                                       | 경남 합천군                                       | 고령박씨 벽한정종중    | 2008년 1월 10일 지정, 2018년 12월 20일 명칭변경                   |      |
| 471호    |      | 통영안정사가섭암 (統營 安靜寺 迦葉庵)                                                             | 경남 통영시 광도면 안정리 1951                    | 안정사                 | 2008년 2월 5일 지정                                               |      |
| 472호    |      | 마산법성사목조보살좌상 (馬山 法成寺 木造菩薩坐像)                                                 | 경남 창원시                                       | 법성사                 | 2008년 5월 22일 지정                                              |      |
| 473호    |      | 창원봉림사목조관음,대세지보살좌상 (昌原 鳳林寺 木造觀音,大勢至菩薩坐像)                           | 경남 창원시                                       | 봉림사                 | 2008년 5월 22일 지정                                              |      |
| 474호    |      | 하동 경천묘 경순왕 어진 (河東 敬天廟 敬順王 御眞)                                                 | 경남 하동군 청암면 청암몰길 25(평촌리 산107)      | 경주김씨 하동종친회    | 2008년 10월 30일 지정                                             |      |
| 475호    |      | 고성보광사목조대세지보살좌상 (固城 普光寺 木造大勢至菩薩坐像)                                     | 경남 고성군                                       | 남산보광사             | 2008년 10월 30일 지정                                             |      |
| 476호    |      | 밀양 부은사 석조아미타불좌상 (密陽 父恩寺 石造阿彌陀佛坐像)                                       | 경남 밀양시                                       | 한국불교 태고종 부은사 | 2009년 3월 5일 지정                                               |      |
| 477호    |      | 밀양 여여정사 목조관음보살좌상 (密陽 如如精舍 木造觀音菩薩坐像)                                   | 경남 밀양시                                       | 여여정사               | 2009년 3월 5일 지정                                               |      |
| 478호    |      | 양산 포교당 석조관음보살좌상 (梁山 布敎堂 石造觀音菩薩坐像)                                       | 경남 양산시                                       | 통도사 양산포교당      | 2009년 3월 5일 지정                                               |      |
| 479호    |      | 하동쌍계사범종 (河東 雙磎寺 梵鐘)                                                                 | 경남 하동군                                       | 대한불교 조계종 쌍계사 | 2009년 3월 5일 지정, 2011년 4월 28일 해제, 보물 제1701호로 승격   |      |
| 480호    |      | 하동쌍계사감로탱 (河東 雙磎寺 甘露幀)                                                             | 경남 하동군                                       | 대한불교 조계종 쌍계사 | 2009년 3월 5일 지정, 2011년 4월 28일 해제, 보물 제1696호로 승격   |      |
| 481호    |      | 함양 하륜부조묘 고문서 일괄 (咸陽 河崙不祧廟 古文書 一括)                                         | 경남 함양군                                       | 하종규                 | 2009년 3월 5일 지정                                               |      |
| 482호    |      | 경남일보 창간호 (慶南日報 創刊號)                                                                 | 경남 진주시 남강로 626-35 국립진주박물관          | 국립진주박물관         | 2009년 8월 6일 지정                                               |      |
| 483호    |      | 진주 월명암 목조 아미타여래좌상 (晉州 月明庵 木造 阿彌陀如來坐像)                                 | 경남 진주시                                       | 월명암                 | 2009년 8월 6일 지정, 2010년 12월 21일 해제, 보물 제1586호로 승격  |      |
| 484호    |      | 통영 법륜사 아미타구품도 (統營 法輪寺 阿彌陀九品圖)                                               | 경남 통영시 태평동 368-1                          | 법륜사                 | 2009년 8월 6일 지정, 2018년 12월 20일 명칭변경                    |      |
| 485호    |      | 합천 해인사 희랑대 목조지장보살좌상 (陜川 海印寺 希郞臺 木造地藏菩薩坐像)                         | 경남 합천군 가야면 치인리 4, 해인사 희랑대        | 해인사                 | 2009년 8월 6일 지정, 2018년 12월 20일 명칭변경                    |      |
| 486호    |      | 합천 해인사 삼화상 진영 (陜川 海印寺 三和尙 眞影)                                                 | 경남 합천군 가야면 치인리 10 해인사               | 대한불교조계종 해인사  | 2009년 8월 6일 지정, 2018년 12월 20일 명칭변경                    |      |
| 487호    |      | 합천 해인사 국일암 벽암선사 진영 (陜川 海印寺 國一庵 碧巖禪師 眞影)                               | 경남 합천군 가야면 해인사길 118-68                | 해인사                 | 2009년 8월 6일 지정, 2018년 12월 20일 명칭변경                    |      |
| 488호    |      | 합천 연호사 신중탱 (陜川 煙湖寺 神衆幀)                                                           | 경남 합천군                                       | 연호사                 | 2009년 8월 6일 지정                                               |      |
| 489호    |      | 통영 안정사 석조석가삼존좌상 및 십육나한상 (統營 安靜寺 石造釋迦三尊坐像 및 十六羅漢像)           | 경남 통영시 안정1길 363 (광도면)                  | 안정사                 | 2009년 8월 6일 지정, 2018년 12월 20일 명칭변경                    |      |
| 490호    |      | 통영 안정사 목조 지장시왕상 (統營 安靜寺 木造 地藏十王像)                                         | 경남 통영시 광도면 안정리 1888                    | 안정사                 | 2009년 8월 6일 지정                                               |      |
| 491호    |      | 창원 순흥안씨 동안 관련 자료 (昌原 順興安氏 洞案 關聯 資料)                                       | 경남 창원시                                       | 안희상                 | 2009년 12월 3일 지정, 2018년 12월 20일 명칭변경                   |      |
| 492호    |      | 합천 해인사 용성선사 승탑 및 탑비 (陜川 海印寺 龍城禪師 僧塔 및 塔碑)                             | 경남 합천군 가야면 해인사길 118-68                | 대한불교 조계종 해인사 | 2009년 12월 3일 지정, 2018년 12월 20일 명칭변경                   |      |
| 493호    |      | 양산 법천사 석조여래좌상 (梁山 法泉寺 石造如來坐像)                                               | 경남 양산시                                       | 법천사 주지 임선숙     | 2010년 3월 11일 지정                                              |      |
| 494호    |      | 남해 화방사 건륭삼십이년 동종 (南海 花芳寺 乾隆三十二年 銅鍾)                                     | 경남 남해군                                       | 화방사 주지 법광       | 2010년 3월 11일 지정                                              |      |
| 495호    |      | 남해 화방사 동종 (南海 花芳寺 銅鍾)                                                               | 경남 남해군                                       | 화방사 주지 법광       | 2010년 3월 11일 지정                                              |      |
| 496호    |      | 남해 화방사 지장시왕탱 (南海 花芳寺 地藏十王幀)                                                   | 경남 남해군                                       | 화방사 주지 법광       | 2010년 3월 11일 지정                                              |      |
| 497호    |      | 남해 화방사 석조석가삼존십육나한상 (南海 花芳寺 石造釋迦三尊十六羅漢像)                           | 경남 남해군                                       | 화방사 주지 법광       | 2010년 3월 11일 지정                                              |      |
| 498호    |      | 함양 백운암 목조아미타여래좌상 (咸陽 白雲庵 木造阿彌陀如來坐像)                                   | 경남 함양군                                       | 백운암 주지 본서       | 2010년 3월 11일 지정                                              |      |
| 499호    |      | 함양 백운암 건륭32년명 동종 (咸陽 白雲庵 乾隆三十二年銘 銅鍾)                                     | 경남 함양군                                       | 백운암 주지 본서       | 2010년 3월 11일 지정, 2018년 12월 20일 명칭변경                   |      |
| 500호    |      | 창원 성주사 석조석가삼존십육나한상 (昌原 聖住寺 石造釋迦三尊十六羅漢像)                           | 경남 창원시                                       | 성주사 주지 원정       | 2010년 3월 11일 지정                                              |      |